# Премия имени В. Г. Белинского
Премия имени В. Г. Белинского — научная награда Академии наук СССР, была учреждена Постановлением Совета Министров СССР от 10 декабря 1947 года № 3963 «О 100-летии со дня смерти В. Г. Белинского» с формулировкой «за выдающиеся научные работы в области литературной критики, теории и истории литературы».
В соответствии с решением Президиума АН СССР 1959 года, определившим основные принципы присуждения наград, с этого момента премию присуждали раз в три года.
Премия названа в честь выдающегося русского писателя и критика Виссариона Григорьевича Белинского.

## Награждённые учёные
| Год  | Деятельность               | Лауреат премии                  | Должность                                                            | Формулировка премии                                                                                      | Примечание                                              |
| ---- | -------------------------- | ------------------------------- | -------------------------------------------------------------------- | --- | ------------------------------------------------------- |
| 1950 | Доктор филологических наук | Вера Степановна Нечаева         | сотрудница сектора текстологии ИМЛИ                                  | за книгу «В. Г. Белинский. Начало жизненного пути и литературной деятельности. 1811—1830» (1949)         |                                                         |
| 1950 | Доктор филологических наук | Василий Спиридонович Спиридонов | сотрудник ИРЛИ                                                       | за научный комментарий к шести томам и подготовку 13 тома (1948) Полного собрания сочинений Белинского   |                                                         |
| 1953 | Член-корреспондент АН СССР | Николай Фёдорович Бельчиков     | директор ИРЛИ                                                        | за подготовку трехтомного издания, посвящённого В. Г. Белинскому (т. 55—57)                              | авторский коллектив редакции «Литературного наследства» |
| 1953 | Член-корреспондент АН СССР | Александр Михайлович Еголин     | директор ИМЛИ                                                        | за подготовку трехтомного издания, посвящённого В. Г. Белинскому (т. 55—57)                              | авторский коллектив редакции «Литературного наследства» |
| 1953 | Доктор искусствоведения    | Илья Самойлович Зильберштейн    | один из основателей и редактор сборников «Литературное наследство»   | за подготовку трехтомного издания, посвящённого В. Г. Белинскому (т. 55—57)                              | авторский коллектив редакции «Литературного наследства» |
| 1953 | Доктор филологических наук | Сергей Александрович Макашин    | старший научный сотрудник ИРЛИ                                       | за подготовку трехтомного издания, посвящённого В. Г. Белинскому (т. 55—57)                              | авторский коллектив редакции «Литературного наследства» |
| 1953 | Доктор филологических наук | Николай Иванович Мордовченко    | старший научный сотрудник ИРЛИ                                       | За книгу «В. Г. Белинский и русская литература его времени»                                              | Посмертно                                               |
| 1958 | Доктор филологических наук | Ксения Дмитриевна Муратова      | старший научный сотрудник ИРЛИ                                       | за книгу «М. Горький в борьбе за развитие советской литературы»                                          |                                                         |
| 1958 | Член-корреспондент АН УССР | Леонид Николаевич Новиченко     | секретарь Союза писателей СССР                                       | за книгу «Поэзия и революция. Творчество П. Тычины в первые послеоктябрьские годы»                       |                                                         |
| 1958 | Доктор филологических наук | Борис Викторович Томашевский    | заведующий сектором пушкиноведения ИРЛИ                              | За книгу «Пушкин (1813—1824)»                                                                            | Посмертно                                               |
| 1961 | Доктор филологических наук | Юлиан Григорьевич Оксман        | старший научный сотрудник ИМЛИ                                       | за книгу «Летопись жизни и творчества В. Г. Белинского»                                                  |                                                         |
| 1964 | Доктор филологических наук | Александр Иванович Овчаренко    | заведующий сектором по изучению творчества М. Горького ИМЛИ          | за книгу «Публицистика М. Горького»                                                                      |                                                         |
| 1967 | Член-корреспондент АН СССР | Иван Иванович Анисимов          | директор ИМЛИ                                                        | за книгу «Новая эпоха всемирной литературы»                                                              | Посмертно                                               |
| 1970 |                            | Александр Николаевич Макаров    | член Союза писателей СССР                                            | за книгу «Идущим вослед»                                                                                 | Посмертно                                               |
| 1973 | Академик                   | Михаил Павлович Алексеев        | заведующий сектором взаимосвязей русской и зарубежных литератур ИРЛИ | за книгу «Пушкин: сравнительно-исторические исследования»                                                |                                                         |
| 1976 | Член-корреспондент АН СССР | Георгий Петрович Бердников      | директор ИМЛИ                                                        | за книгу «А. П. Чехов. Идейные и творческие искания»                                                     |                                                         |
| 1979 | Доктор филологических наук | Алексей Владимирович Чичерин    | заведующий кафедрой зарубежной литературы Львовского университета    | за книгу «Очерки по истории русского литературного стиля: Повествовательная проза и лирика»              |                                                         |
| 1982 | Академик                   | Алексей Сергеевич Бушмин        | директор ИРЛИ                                                        | за цикл исследований: «Преемственность в развитии литературы», «Наука о литературе»                      |                                                         |
| 1985 | Академик                   | Дмитрий Сергеевич Лихачёв       | заведующий отделом древнерусской литературы ИРЛИ                     | за книгу «„Слово о полку Игореве“ и культура его времени»                                                |                                                         |
| 1988 | Академик                   | Гаджи Гамзатович Гамзатов       | директор ИИЯЛ им. Гамзата Цадасы                                     | за книгу «Преодоление. Становление. Обновление. На путях формирования дагестанской советской литературы» |                                                         |